# 26507 Mikelin
26507 Mikelin este un asteroid din centura principală de asteroizi.

## Descriere
26507 Mikelin este un asteroid din centura principală de asteroizi. A fost descoperit pe 2 februarie 2000 la Socorro, New Mexico, în cadrul proiectului LINEAR. Asteroidul prezintă o orbită caracterizată de o semiaxă mare de 2,72 ua, o excentricitate de 0,12 și o înclinație de 1,9° în raport cu ecliptica.